# فورت پووک شمالی (لوئیزیانا)

فورت پووک شمالی

فورت پووک شمالی (به انگلیسی: Fort Johnson North) شهری در ایالت لوئیزیانا کشور ایالات متحده آمریکا است که جمعیت آن در سرشماری سال ۲۰۱۰ میلادی، ۲٬۸۶۴ نفر بوده‌است.